# Sand-Schaumkresse
Die Sand-Schaumkresse (Arabidopsis arenosa (L.) Lawalrée, Syn.: Cardaminopsis arenosa (L.) Hayek), auch Sand-Schotenkresse genannt, ist eine Pflanzenart aus der Gattung Schaumkressen (Arabidopsis) innerhalb der Familie der Kreuzblütengewächse (Brassicaceae).

## Beschreibung

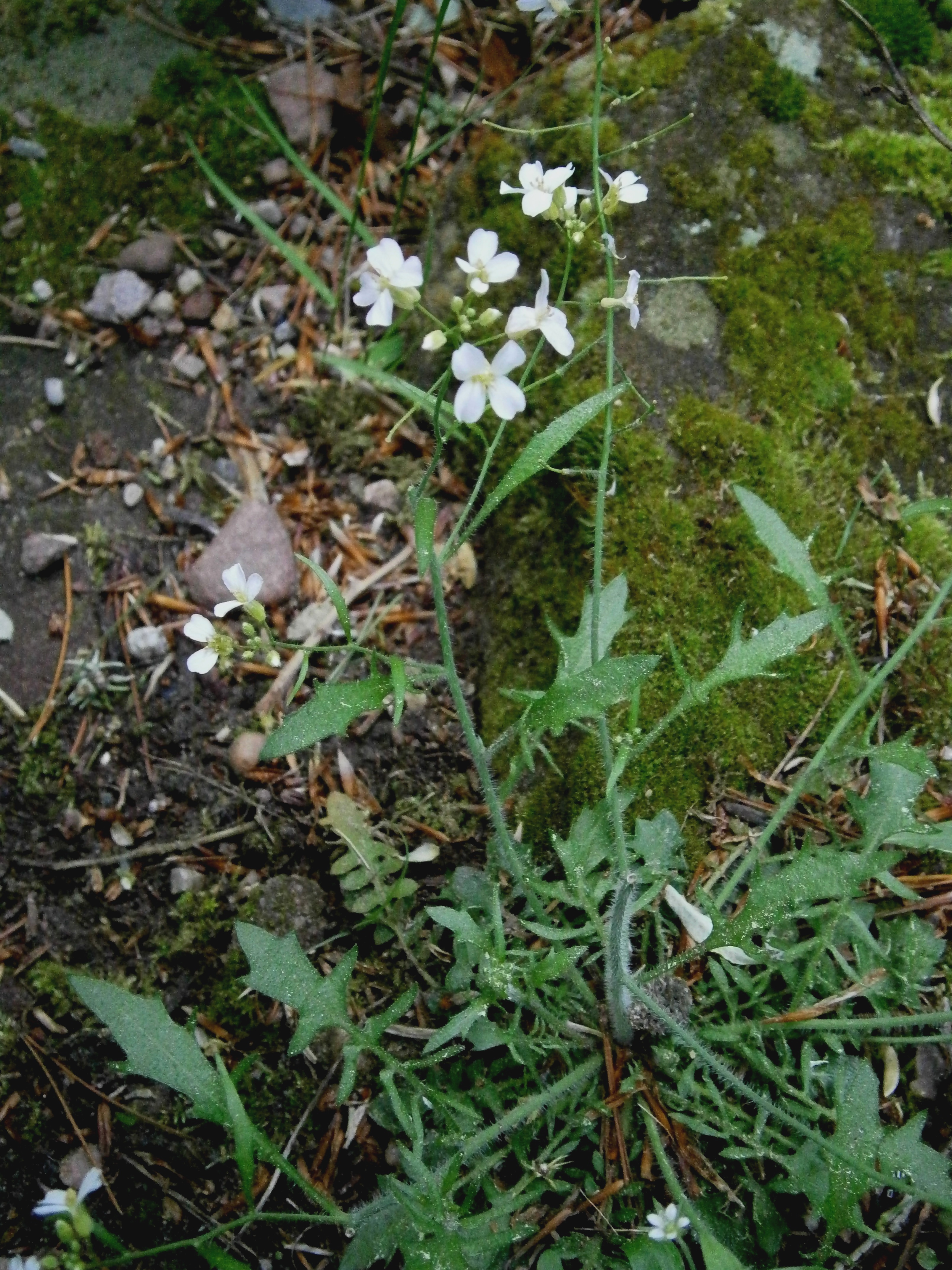
Sand-Schaumkresse (Arabidopsis arenosa)

### Vegetative Merkmale
Der Habitus der Sand-Schaumkresse ist sehr variabel. Die Sand-Schaumkresse ist eine (immergrüne) zweijährige, krautige Pflanze, die Wuchshöhen von 15 bis 40 Zentimeter, selten bis 100 Zentimeter erreicht. Sie besitzt eine spindelförmige, weiße Wurzel. Die lanzettlichen, fiederspaltigen bis fiederschnittigen Grundblätter sind meist rosettenartig angeordnet. Sie sind kurz gestielt und von mehrfach verzweigten Haaren rau.
Die Rosettenblätter und die unteren Stängelblätter sind leierförmig fiederspaltig; die alleruntersten sind oft ungeteilt, die oberen mit bis zu 19 Blattabschnitten. Die Stängelblätter sind dagegen häufig ganzrandig, gezähnt oder leicht fiederspaltig. Der Stängel ist aufrecht und meist verästelt. Im unteren Teil ist er, ebenso wie die Blätter der Grundrosette, meist von einfach bis mehrfach verzweigten Haaren rau. Der obere Teil des Stängels wie auch die obersten Stängelblätter sind meist kahl.

### Generative Merkmale
Die Blütezeit reicht von April bis August. In traubigen Blütenständen stehen viele Blüten zusammen. Die Blütenstiele sind 4 bis 5 Millimeter lang. Die zwittrige Blüte ist vierzählig mit doppelter Blütenhülle. Die Kelchblätter sind eiförmig bis länglich, 2,5 bis 3 Millimeter lang, gelbgrün und in der vorderen Hälfte weiß hautrandig. Die 6 bis 9 mm großen Kronblätter sind mit einem Paar Zähnchen am Nagel versehen und weiß bis rosafarben. Sie sind länglich verkehrt eiförmig und plötzlich in den kurzen Nagel zusammengezogen. Die äußeren Staubblätter sind 3, die inneren 4 Millimeter lang. Es sind 4 Nektardrüsen vorhanden, von denen die äußeren den Grund der kürzeren Staubblätter hufeisenförmig umgeben. Die Sand-Schaumkresse besitzt deutlich abgeflachte, 8 bis 46 mm lange Schoten. Sie stehen in verlängerter Traube und 5 bis 13 Millimeter langen, aufrecht abstehenden, kahlen Stielen. Der Griffel ist 0,3 bis 1 Millimeter lang. Die Samen sind 1,5 Millimeter lang, 1 Millimeter breit, glatt, hellbraun und schmal geflügelt.
Die Chromosomenzahl beträgt 2n = 16 oder 32.

## Ökologie
Den Bestäubungsvorgang übernehmen meist kurzrüsslige Insekten. Ob eine Selbstbestäubung auch funktioniert, ist bisher nur ungenügend erforscht.
Sie breiten sich meist selbst aus oder werden vom Wind davongetragen (Anemochorie). Sie besitzt sehr kurzlebige Samen, sie sind nur innerhalb von wenigen Monaten keimfähig.

## Systematik und Verbreitung

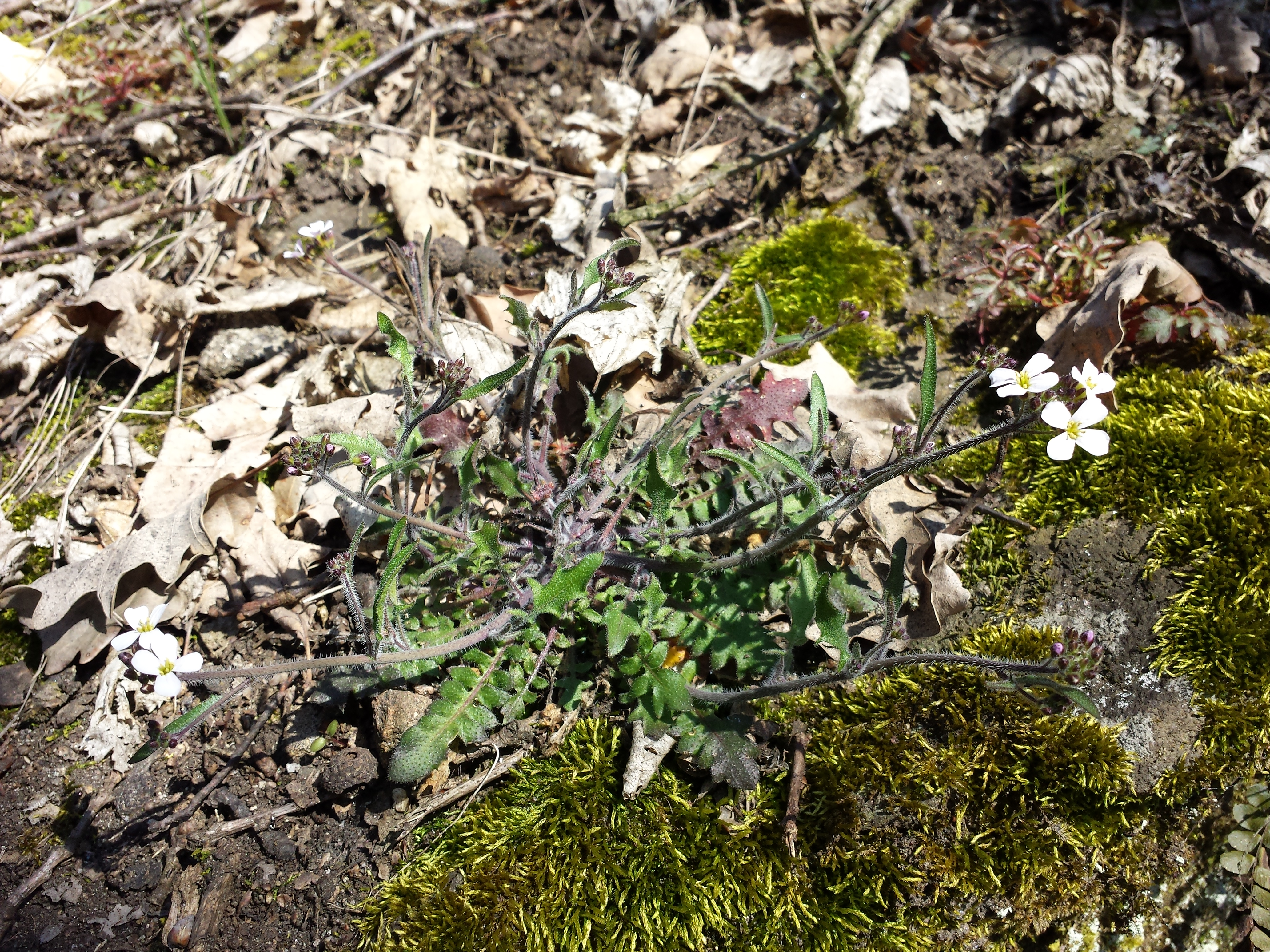
Sand-Schotenkresse (Arabidopsis arenosa)

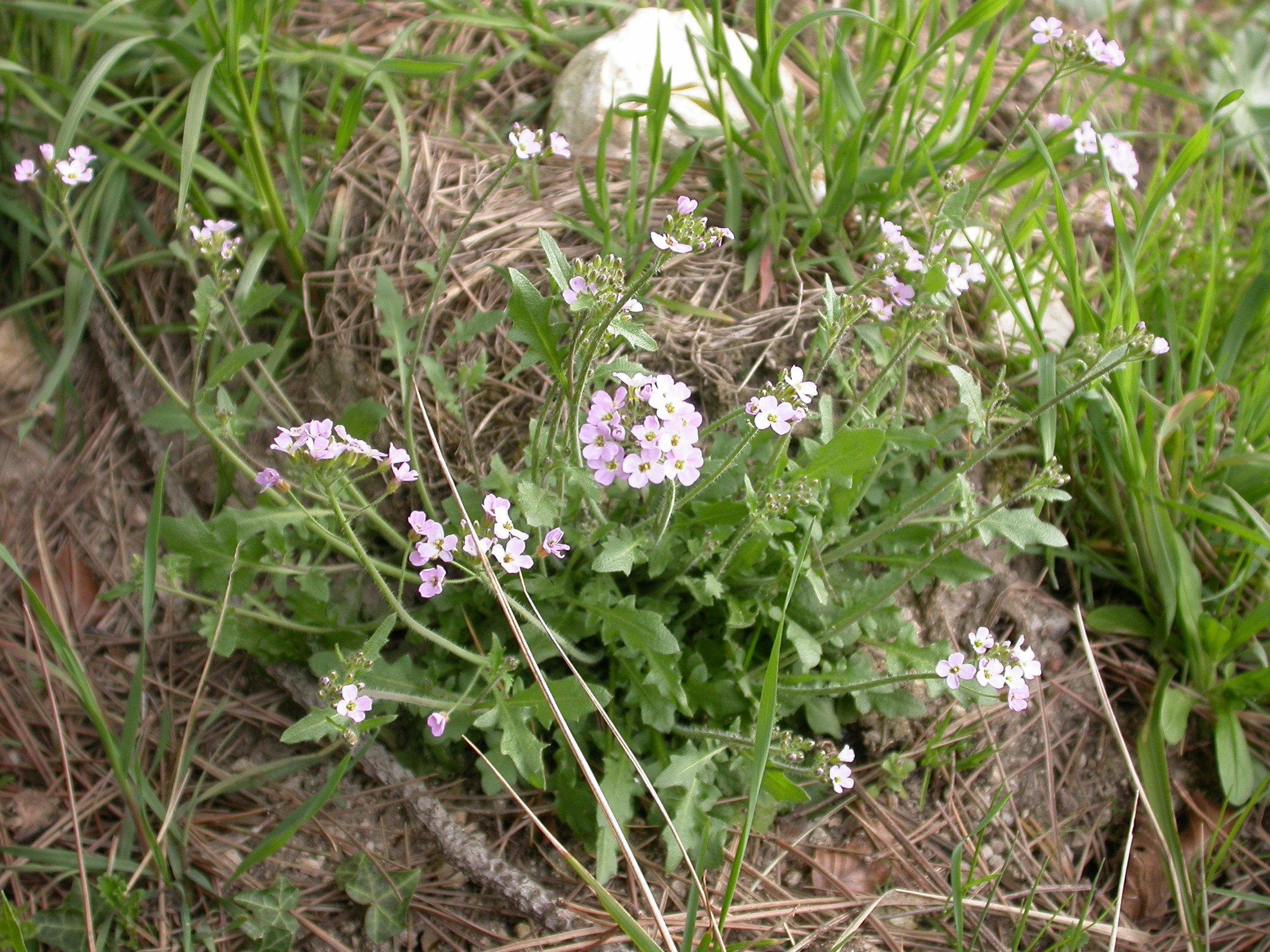
Arabidopsis arenosa subsp. arenosa

Die Erstveröffentlichung erfolgte 1753 unter dem Namen (Basionym) Sisymbrium arenosum durch Carl von Linné in Species Plantarum, Tomus II, S. 658. Das Artepitheton arenosa ist lateinisch und bedeutet „sandig“, „sandliebend“. Die Neukombination zu Arabidopsis arenosa (L.) Lawalrée wurde 1960 durch André Gilles Célestin Lawalrée in Bulletin de la Société Royale de Botanique de Belgique, Band 92, S. 242 veröffentlicht.
Die Sand-Schaumkresse ist in ganz Deutschland wie in anderen Teilen Nordeuropas relativ verbreitet anzutreffen. Sie ist stellenweise in die borealen Gebiete bis ins westliche Asien vorgedrungen.
Die Sand-Schaumkresse wächst auf nährstoffarmen, kalkhaltigen Böden. Sie bevorzugt lichtreiche, trockene Standorte. Sie ist auf Sandtrockenrasen, sandige bis kiesige Ruderalstellen oder Schuttplätzen. Während die Unterart Arabidopsis arenosa subsp. arenosa meist im Flachland anzutreffen ist, kommt im Mittelgebirge die Unterart Arabidopsis arenosa subsp. borbasii dazu, welche jedoch zunehmend auf Felsschutt und Geröllplätzen anzutreffen ist.
Je nach Autor gibt es etwa zwei Unterarten:
- Arabidopsis arenosa (L.) Lawalrée subsp. arenosa ist die diploide[4] oder tetraploide[5] Sippe (2n = 16 oder 32) des deutschen Flachlandes, wobei in Deutschland die diploide Sippe bisher nur auf der Ostseeinsel Rügen nachgewiesen ist[4]; in Österreich steigt sie bis auf Höhenlagen von 2000 Metern. Die unteren Blätter sind mit beiderseits nur 1 bis 6 Abschnitten oder Zähnen versehen. Die Kronblätter sind meist weiß gefärbt und sind nur selten rosa. Die Schoten sind nur 0,6 bis 1,1 mm breit und enthalten 0,6 bis 1,1 mm lange Samen, die keinen Hautrand aufweisen. In Europa sind natürliche Standorte in: Österreich, Belarus, Bosnien-Herzegowina, Bulgarien, Kroatien, Tschechien, im nordöstlichen Frankreich, Deutschland, Ungarn, dem nördlichen Italien, Lettland, Litauen, Mazedonien, Polen, Rumänien, Slowakei, Slowenien, Schweiz, Ukraine und im früheren Jugoslawien bekannt. Nach POWO kommt diese Unterart ursprünglich auch in Grönland vor.[6] Verwildert ist diese Unterart in Belgien, Dänemark, Estland, Finnland, Niederlande, Norwegen, Russland, dem westlichen Sibirien und Schweden. In Mitteleuropa gedeiht sie in Gesellschaften der Ordnung Corynephoretalia oder des Verbands Sisymbrion, kommt aber auch in lückigen Gesellschaften der Klasse Molinio-Arrhenatheretea vor.[7] In den Allgäuer Alpen steigt sie in Vorarlberg an Felsen östlich der Stongen-Alpe nahe der Winterstaude bis zu einer Höhenlage von 1350 Metern auf.[8] Die ökologischen Zeigerwerte nach Landolt et al. 2010 sind für diese Unterart in der Schweiz: Feuchtezahl F = 2+w (frisch aber mäßig wechselnd), Lichtzahl L = 4 (hell), Reaktionszahl R = 3 (schwach sauer bis neutral), Temperaturzahl T = 3+ (unter-montan und ober-kollin), Nährstoffzahl N = 3 (mäßig nährstoffarm bis mäßig nährstoffreich), Kontinentalitätszahl K = 4 (subkontinental).[9]

- Arabidopsis arenosa subsp. borbasii (Zapał.) O’Kane & Al-Shehbaz (Syn.: Cardaminopsis arenosa subsp. borbasii (Zapał.) Pawł.) ist die tetraploide Sippe (2n=32)[10], welche zumeist in den mitteleuropäischen Gebirgen verbreitet ist. Sie besitzt sterile Rosetten. Die unteren Blätter sind mit beiderseits 3 bis 11 Abschnitten oder Zähnen versehen. Die Kronblätter sind meist rosa bis lila gefärbt. Die Schoten sind etwa 1 bis 1,7 mm breit und enthalten 1 bis 1,6 mm lange Samen, die mit einem schmalen Hautrand versehen sind. Fundorte gibt es in Tschechien, im nordöstlichen Frankreich, Deutschland, Ungarn, Polen. Nach Oberdorfer gedeiht sie in Mitteleuropa in Gesellschaften der Verbände Petasition paradoxi oder Cystopteridion.[7] Die ökologischen Zeigerwerte nach Landolt et al. 2010 sind für diese Unterart in der Schweiz: Feuchtezahl F = 2+w (frisch aber mäßig wechselnd), Lichtzahl L = 4 (hell), Reaktionszahl R = 4 (neutral bis basisch), Temperaturzahl T = 3+ (unter-montan und ober-kollin), Nährstoffzahl N = 3 (mäßig nährstoffarm bis mäßig nährstoffreich), Kontinentalitätszahl K = 3 (subozeanisch bis subkontinental).[9]

## Bilder

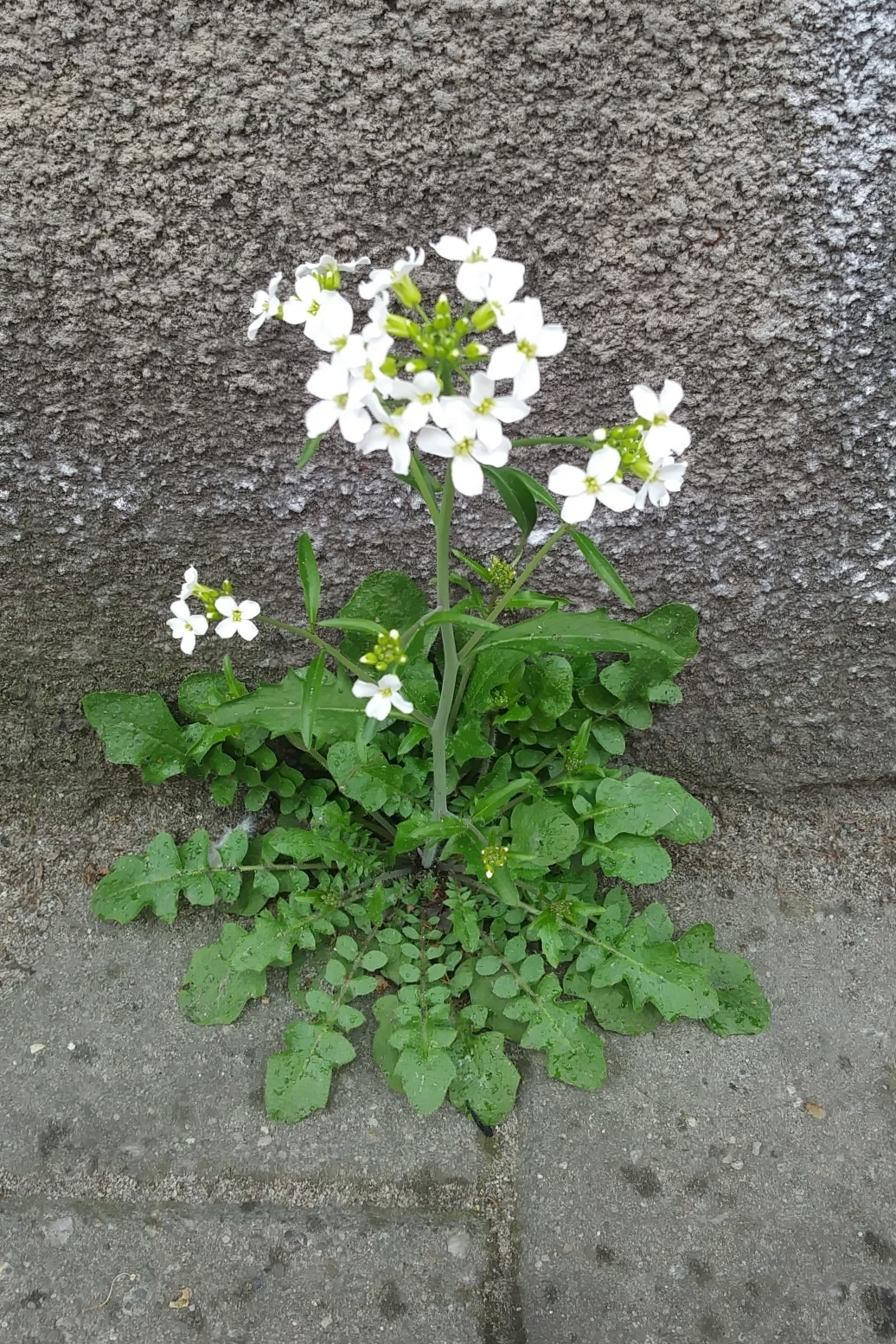
Habitus der Sand-Schaumkresse
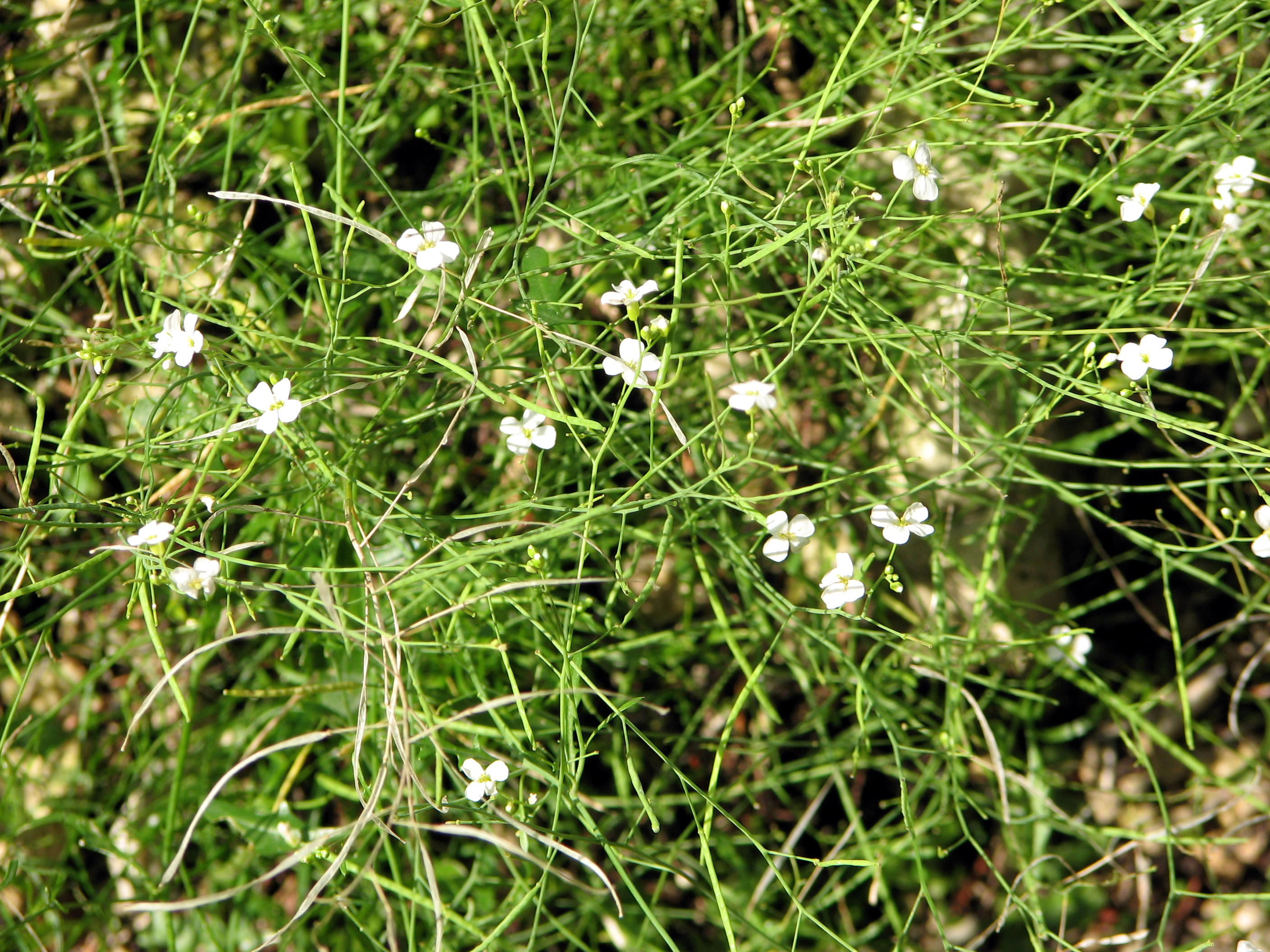
Habitus von Arabidopsis arenosa subsp. arenosa, Almsee, Oberösterreich
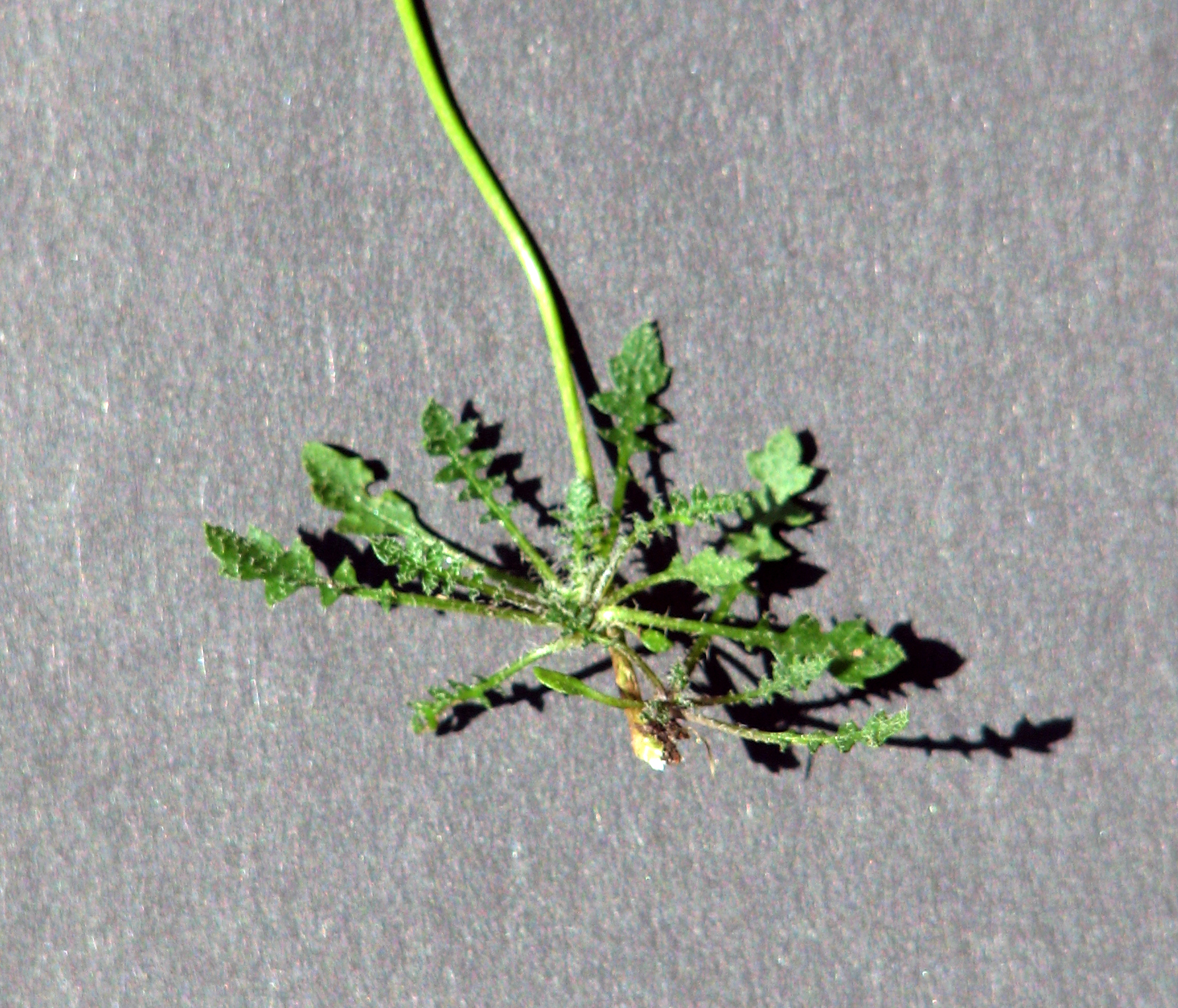
Rosette der Grundblätter von Arabidopsis arenosa subsp. arenosa, Almsee, Oberösterreich

## Trivialnamen
Für die Sand-Schaumkresse sind die Bezeichnungen Gänsekresse, Heidesenf und Sandrauke gebräuchlich.